# Містер Джонсон
Містер Джонсон (англ. Mister Johnson) — американська драма 1990 року.

## Сюжет
У 1923 році в британській колонії Нігерії Містером Джонсоном називали місцевих освічених чорношкірих, які залишалися чужими як для місцевих тубільців, так і для колонізаторів-англійців. Головний герой працює на місцевого британського суддю і вважає себе англійцем, хоча він ніколи не був в Англії. Він плете інтриги, намагаючись вислужитися, щоб отримати хоча б гарячу ванну.

## У ролях
- Мейнард Езіаші — Містер Джонсон
- Пірс Броснан — Гаррі Рудбек
- Едвард Вудворд — Сагрі Голлап
- Беті Едні — Селія Рудбек
- Деніс Куіллі — Балтін
- Нік Редінг — Трінг
- Белла Енаоро — Баму
- Фемі Фатоба — Вазірі
- Квабена Мансо — Бенджамін
- Хьюберт Огунде — Браймах
- Сола Адейемі — Аджалі
- Джеррі Лайнес — Салех
- Джордж Мента — Еміль
- Стів Джеймс — Алу
- Тунде Келані — Джеймсу